# Tchitchao
Tchitchao est une petite ville du Togo.

## Géographie
Tchitchao est situé à environ 8 km de Kara, dans la région de la Kara

## Vie économique
- Marché traditionnel : le marché de Tchitchao s'anime tous les vendredis. L'on peut y trouver de l'igname, du maïs, du mil, de la viande, des légumes et la boisson locale Tchouc.
- l'activité économique est essentiellement agricole.

## Lieux publics
- École primaire: Plusieurs écoles primaires existent notamment l'Ecole Centrale (A et B), le Groupe C, Groupe D et l'EPP Kagninde.
- Le CEG Tchitchao, qui prépare les élèves pour le lycée. Beaucoup de cadres du pays sont passés par cet établissement.
- Dispensaire : un dispensaire assure les soins sanitaires avec des moyens limités.